# Alchemilla euobtusa
Alchemilla euobtusa é uma espécie de rosácea do gênero Alchemilla, pertencente à família Rosaceae.